# 사반나 하스키
사반나 하스키(Savannah Haske, 1977년 11월 18일 ~ )는 미국의 배우, 텔레비전 배우, 영화배우이다.
뉴욕에서 태어났다.

## 영화
- 양파 무비 (2008년)
- 서바이빙 에덴 (2004년)
- 그녀는 날 싫어해 (2004년)